# Tetragnatha extensa
Tetragnatha extensa Linneo, 1758 è un ragno appartenente alla famiglia Tetragnathidae.

## Distribuzione
La specie è stata rinvenuta in diverse località della regione olartica e nell'isola di Madeira

## Tassonomia
È la specie tipo del genere Tetragnatha Latreille, 1804.
Non sono stati esaminati esemplari di questa specie dal 2012
Attualmente, a dicembre 2013, sono note tre sottospecie:
- Tetragnatha extensa brachygnatha Thorell, 1873 — Svezia, Russia
- Tetragnatha extensa maracandica Charitonov, 1951 — Iran, Russia, Asia centrale
- Tetragnatha extensa pulchra Kulczyński, 1891 — Ungheria